# Nektár

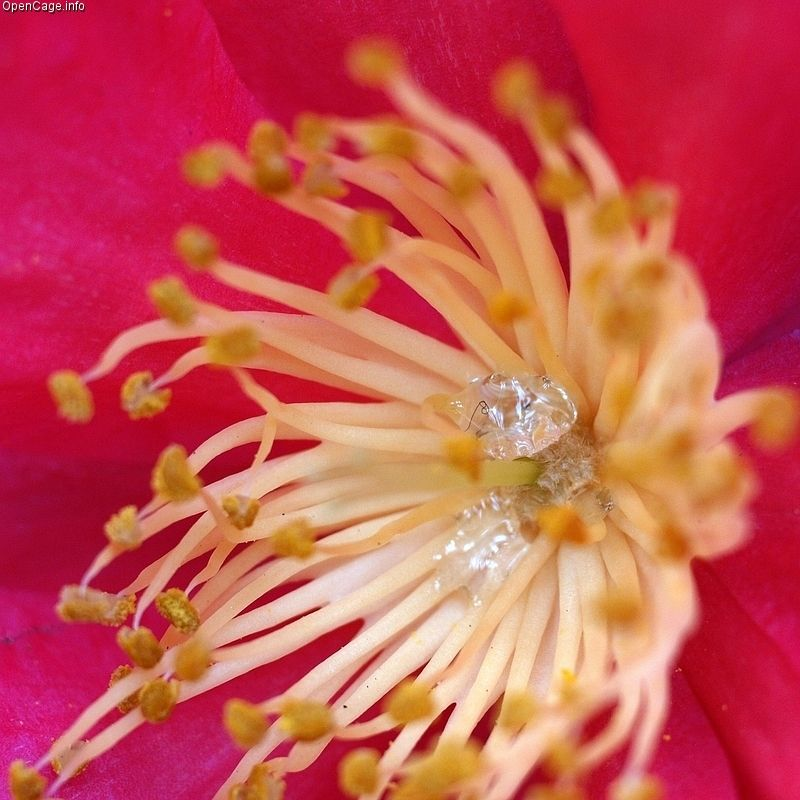
A kamélia nektárja

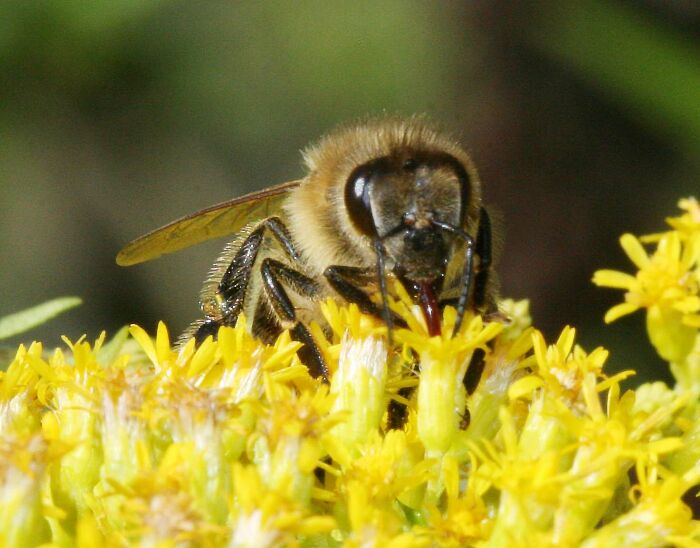
Egy méhecske egy virágkehelyből nektárt gyűjt

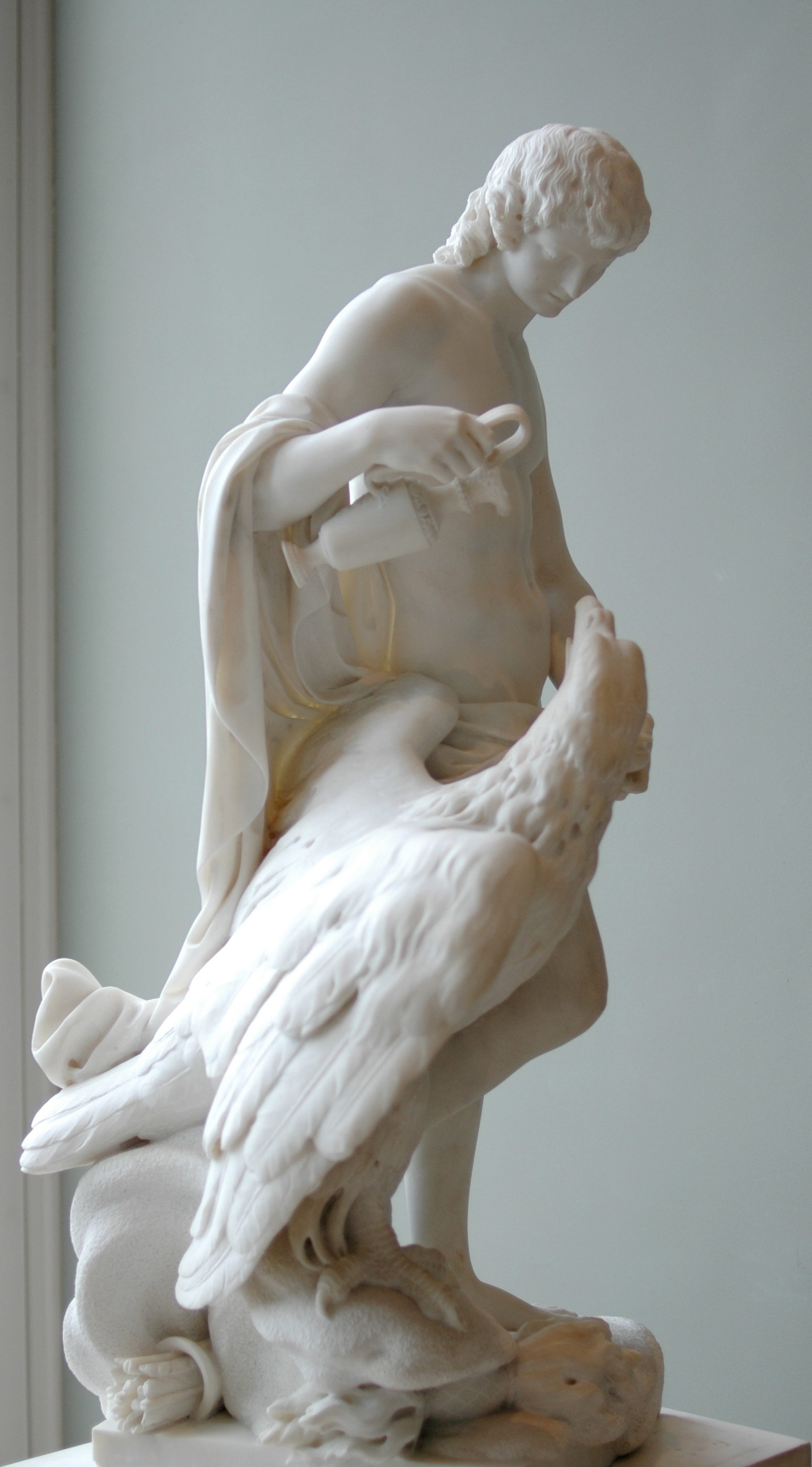
A görög istenek pohárnoka Ganümédész nektárt tölt Zeusznak, aki sas képében elragadta és felvitte őt az Olümposzra

A nektár a nektáriumok cukortartalmú váladéka, melyet a virágban vagy azon kívül a növény valamely más részén helyet foglaló virágon belüli vagy virágon kívüli nektármirigyek választanak ki. A rovarporozta növények fontos csalogatója. A méhek váladékuk hozzáadásával ebből készítik a mézet.

## Etimológia
A szó a latin nectar szóból ered, jelentése "nedű", "fenséges ital". 

## Botanika
A botanikában a nektár az a cukortartalmú folyadék, amit a nektáriumnak nevezett mirigyek választanak ki. A nektárium virágban intraflorális, levélen vagy a levélnyélen extraflorális. A rovarmegporzású virágos növények nektáriumai által kiválasztott egyszerű cukrokat tartalmazó vizes oldat, melyet a rovarok (méhfélék, hangyák, legyek stb.) mint értékes energiaforrást, táplálékot gyűjtenek. E tevékenységük közben a virágok morfológiai (felépítésbeli) sajátosságai következtében csak ritkán tudják elkerülni, hogy akaratlanul érintkezésbe kerüljenek a növény női és hím ivarszerveivel (megporzás), így juttatva azonos faj más egyedeinek hímivarsejtjeit (pollen, virágpor), az adott növény bibéjére, a női ivarsejtekhez (megtermékenyítés).